# 罗泽伟
罗泽伟（1957年10月—），男，四川乐山人，中国遗传学家，复旦大学生命科学学院教授，主要科研领域为复杂性状遗传结构分子解析的理论研究与实验验证、比较进化基因组学研究、同源四倍体遗传连锁图及群体遗传学数据模型构建的理论与方法研究、基因组数据模拟和分析的统计学方法研究。中华人民共和国教育部首批长江学者特聘教授。

## 生平
1978年至1982年，就读于西南农业大学，获农学学士学位、1985年获该校植物遗传学硕士学位。
1986年至1989年，就读于英国伯明翰大学，获遗传学博士学位。
1989年至1995年，先后在英国伦敦大学Galton实验室和英国BBSRC Roslin研究所学习工作。
1995年起，任复旦大学生命科学学院教授。